# Rjazanskij rajon (Oblast' di Rjazan')
Il Rjazanskij rajon (in russo Рязанский район?) è un rajon dell'Oblast' di Rjazan', nella Russia europea; il capoluogo è Rjazan'. Istituito nel 1929, ricopre una superficie di 2.170 chilometri quadrati ed ospita una popolazione di circa 54.000 abitanti.